# الخفجة
الخفجة إحدى قرى مركز نخل التابع لمحافظة شمال سيناء بجمهورية مصر العربية.